# Guðmundur Guðmundsson
Guðmundur Guðmundsson (født 23. december 1960) er en tidligere islandsk håndboldspiller og nuværende håndboldtræner for Fredericia HK. Han har tidligere været træner for det islandske herrelandshold. Han har derudover været træner for en række klubhold, blandt andet tyske Rhein-Neckar Löwen, inden han var landstræner for det danske herrelandshold fra 1. juli 2014, hvor han afløste Ulrik Wilbek, til marts 2017.
Guðmundsson førte ved OL 2008 Island frem til landets hidtil bedste internationale resultat med sølvmedalje.
Han opnåede sit hidtil bedste resultat, da han som dansk landstræner vandt guld med Danmark ved OL 2016.

## Karriere

### Som spiller
Som aktiv spillede han i den islandske håndboldklub Vikingur Reykjavik fra 1967 til 1992. Fra 1989 som spillende træner. Derefter var han spillende træner i Afturelding Mosfellsbær frem til 1995. Han blev både islandsk mester (1980, 1981, 1982, 1983, 1986 og 1987) og islandsk pokalmester (1979, 1983, 1984, 1985, 1986 og 1987) seks gange. Med det islandske landshold deltog han ved seks VM-slutrunder og to olympiske lege (1984 og 1988).

### Som træner
Efter at have indstillet sin aktive karriere blev han træner for Fram Reykjavik, TSV Bayer Dormagen, Island, GOG Svendborg TGI og Rhein-Neckar Löwen og sportsdirektør i Rhein Neckar Löwen og AG København. Som træner har han desuden vundet to islandske klubmesterskaber og bragt Island til en fjerdeplads ved EM i 2002, sølv ved OL i 2008 og bronze ved EM i 2010.

#### Træner for Danmarks herrelandshold
1. juli 2014 overtog Guðmundur Guðmundsson jobbet som cheftræner for det danske landshold efter Ulrik Wilbek. I sin første slutrunde som dansk landstræner førte Guðmundsson det danske landshold til en femteplads ved VM 2015 i Qatar. Sjettepladsen året efter var det dårligste resultat ved et EM for dansk herrehåndbold siden 2002. I 2016 opnåede han til gengæld det største resultat for dansk herrehåndbold nogensinde, da han stod i spidsen for holdet, der vandt olympisk guldmedalje med en finalesejr over Frankrig på 28-26. Guðmundur Guðmundssons filosofi var bl.a. at satse på det betydeligste mesterskab og spare spillerne ved de mindre vigtige mesterskaber, men han var under konstant pres fra en nyetableret sportschef, Ulrik Wilbek, der ønskede sin egen håndboldfilosofi videreført.[kilde mangler]
I efteråret 2016 blev det offentliggjort, at Guðmundsson ville stoppe som dansk landstræner ved udløb af kontrakten i sommeren 2017. Han var fortsat landstræner ved VM 2017, hvor Danmark, uden tre af de store profiler fra OL, måtte forlade turneringen efter ottendelsfinalerne, og i marts samme år aftalte han med DHF at stoppe inden kontraktudløbet og lade efterfølgeren, Nikolaj Jacobsen, overtage styringen til de resterende kvalififikationskampe til EM 2018.

## Personlige forhold og hædersbevisninger
Han blev kåret til både årets spiller i Island og årets sportsmand i Reykjavik i 1986 og årets sportsmand i Island i 2000. Han har også modtaget Falkeordenen af den islandske præsident i 2008. Han er uddannet i International Finance and Banking, i Ledelse og Human Ressource Management og i Computer Science.